# Националистический терроризм
Националистический терроризм — форма терроризма, мотивированная националистическими целями. Националистические террористы стремятся сформировать самоопределение в той или иной форме, которая может принять форму обретения большей автономии, создания полностью независимого суверенного государства (сепаратизм) или присоединения к другому существующему суверенному государству, с которым националисты себя отождествляют (ирредентизм). Террористы-националисты часто выступают против тех, кого они считают оккупационными, имперскими или иными незаконными властями.
Националистический терроризм связан с национальной, этнической или другой идентифицирующей группой и ощущением среди членов этой группы, что они угнетены или лишены прав, особенно прав, предоставленных другим.
Как и само понятие терроризма, термин «националистический терроризм» и его применение являются весьма спорными вопросами. Что представляет собой нелегитимный режим и какие виды насилия и войны приемлемы против такого государства, являются предметом дискуссий. Группы, которые некоторые называют «националистическими террористами», склонны считать себя «борцами за свободу», ведущими обоснованную, но асимметричную войну.
Другой  вид националистического терроризма может включать насилие в отношении иммигрантов в стране. Националисты во многих странах рассматривают иммиграцию как угрозу процветанию местного или коренного населения этой страны.

## Список
Ниже  перечислены националистические группы, которые в некоторых кругах считаются террористическими:
- Серые Волки [1][2][3]
- Армия освобождения Белуджистана (BLA [4][5][6]
- Прохалистанские групп [7][8][9]
- Расчетное время прибытия
- ЭОКА[10]
- Партия Каркерен Курдистан[11] (РПК)
- Индуисткий терроризм[12][13]
- Армянская секретная армия освобождения Армении (АСАЛА)[14]
- Фронт освобождения Квебека (FLQ)[15]
- Временная Ирландская республиканская армия (ИРА)[16]
- Тамильские тигры (ТОТИ)[11]
- Украинская повстанческая армия (УПА)[17]
- Группа Вавельберг
- Легий[18]
- Иргун[19]
- Четники[20]
- Усташи
- Национал-большевистский фронт (НБФ)

Навешивание ярлыка «националистического терроризма» не исключает возможности ее описания другими терминами:
- Националистический терроризм может пересекаться с религиозно мотивированным терроризмом, поэтому палестинские националистические террористические группы иногда также являются исламскими ( Хамас, Палестинский исламский джихад ), а сионистские экстремистские группировки иногда являются еврейскими ( Ках и Кахане Хай, Гуш Эмуним Андеграунд ).
- Националистический терроризм также может быть отождествлен с левым крылом (например, ЭТА, ТОТИ, ИРА ) или правым крылом ( AUC, Sombra Negra ).

## Неонацизм в России
К числу неонацистских организаций радикального крыла, использующих террористические методы борьбы, принадлежали группировки скинхедов: «Легион „Вервольф“» (ликвидирована в 1996 году), «Шульц-88» (ликвидирована в 2006 году), «Белые волки» (ликвидирована в 2008—2010 годах), «Новый порядок» (прекратила существование), «Русская цель» (прекратила существование) и др.

## Северная Ирландия
«Смута» в Северной Ирландии (1968–1998 гг.) характеризовалась конкурирующими националистическими притязаниями двух крупнейших общин:
Сообщество   ирландских республиканцев или националистов, в основном римско-католического вероисповедания, в основном происходящее от коренных ирландцев, идентифицирует себя с ирландцами и хочет, чтобы шесть графств Северной Ирландии, в настоящее время входящих в состав Соединенного Королевства, вышли из состава Великобритании и объединились с Республикой Ирландия . Военизированные группы, связанные с этой идеологией, включают в себя:
- Ирландская республиканская армия (1922–62) — отколовшаяся от «старой» ИРА армия, выступавшая против англо-ирландского договора, закрепившего раздел Ирландии после Ирландской войны за независимость . В целом неэффективный, прекратил свое существование в конце 1950-х годов и был официально прекращен в феврале 1962 года.
  - Официальная ИРА (1969–72) Хотя формально она находится в состоянии прекращения огня, за исключением «оборонительных действий», с 1972 года. Официальная ИРА продолжала совершать нападения на британские войска вплоть до середины 1973 года, убив семерых британских солдат в ходе так называемых «ответных атак». Организация больше не действует.
  - Ирландская национально-освободительная армия (1972–1998). Небольшая марксистская группа – отколовшаяся от официальной ИРА . 22 августа 1998 года INLA объявила о прекращении огня.
  - Временная Ирландская республиканская армия (ПИРА) (1969–2005). В настоящее время боевики соблюдают режим прекращения огня и уничтожили большую часть своего вооружения. Независимая комиссия по мониторингу (IMC) в своем последнем отчете от апреля 2006 года отмечает, что у нее нет оснований не доверять PIRA или информации, позволяющей подозревать, что группа не полностью распалась. Скорее, это указывало на то, что все не сданное оружие находилось у лиц, неподконтрольных ПИРА. Это была отколовшаяся группа официальной ИРА. Сторонники PIRA отделились от официальной Шинн Фейн и образовали Временную Шинн Фейн . Временная партия «Шинн Фейн» позднее стала известна просто как «Шинн Фейн», в то время как «официальная» партия «Шинн Фейн» в конечном итоге стала называться «Демократической левой партией» .
    - Преемственность Ирландской республиканской армии (CIRA) (1986–настоящее время). Также известен как «Совет Армии непрерывности» и «Óglaigh na hÉireann» (по -ирландски «Добровольцы Ирландии»). Он не находится в состоянии прекращения огня.
    - Настоящая Ирландская республиканская армия (RIRA) (1997–настоящее время). Также известна как True IRA и Óglaigh na hÉireann (по-ирландски «Волонтёры Ирландии»). Он не находится в состоянии прекращения огня.

Другая община в подавляющем большинстве является протестантской и известна как юнионисты или лоялисты . Она в основном является потомками шотландских и английских поселенцев, прибывших в Ольстер во времена ирландских плантаций. Эта община, составляющая незначительное большинство в Северной Ирландии, считает себя по сути британской. Военизированные группировки, связанные с этой идеологией, в прошлом получали тайную помощь от британских сил безопасности. Многие из их жертв были гражданскими католиками, не имевшими никаких политических связей. К этим военизированным группам относятся:
- Ольстерские добровольческие силы (1966–настоящее время). Официально прекращение огня, хотя министр Северной Ирландии Питер Хейн заявил, что британское правительство больше не признает прекращение огня Ольстерскими добровольческими силами после серьезных беспорядков лоялистов в 2005 году. 3 мая 2007 года UVF отказалась от «насилия» и заявила, что складывает свое оружие «вне досягаемости». Red Hand Commando — это прикрытие UVF.
  - Лоялистские добровольческие силы (1996–2005). В октябре 2005 года LVF объявили о своем роспуске после предыдущего роспуска и разоружения ИРА. Независимая наблюдательная комиссия подтверждает, что LVF соблюдает режим прекращения огня, активно участвует в организованной преступности и незаконном обороте наркотиков.
- Ассоциация обороны Ольстера (UDA) (1971–настоящее время). Создана как зонтичная организация лоялистских групп. Был легален в Соединенном Королевстве до 1992 года. Часто использовалось название «Борцы за свободу Ольстера» (БСО), когда организация хотела взять на себя ответственность за нападения. 22 февраля 2003 года они объявили о «полном и окончательном прекращении» всех актов насилия сроком на один год. Организация заявила, что будет пересматривать свое соглашение о прекращении огня каждые три месяца. В феврале 2006 года Независимая мониторинговая комиссия сообщила, что UDA продолжает свою военизированную деятельность, а также участвует в организованной преступности, торговле наркотиками, подделке денег, вымогательстве, отмывании денег и грабежах. 11 ноября 2007 года UDA официально отказалась от насилия, однако один из ее командиров заявил, что группировка не сдаст свое оружие международным должностным лицам по разоружению.
  - «Red Hand Defenders» (1998–настоящее время). Выступает против прекращения огня.
  - «Оранжевые волонтеры» (1998–настоящее время) Группа не проявляла активности с 2000 года, когда было объявлено о прекращении огня. Однако в феврале 2001 года группировка прекратила действие соглашения о прекращении огня, заявив «Назад к войне», но с тех пор, как считается, не проявляла активности.